# Adalberto Kretzer
Adalberto Kretzer, mais conhecido como Mickey (Presidente Getúlio, 19 de março de 1948 – Balneário Camboriú, 24 de agosto de 2024), foi um futebolista brasileiro.
O apelido deve-se a um médico de sua cidade, que passou a chamá-lo assim por causa do cabelo curto e do nariz e das orelhas grandes, que dizia deixá-lo parecido com o personagem Mickey Mouse, de Walt Disney. "Foi difícil, sempre pegavam no meu pé", lembrou, em uma entrevista ao Jornal da Tarde em 2010. "Falavam: 'Cadê o Pateta? A Minnie?' Os caras tiravam sarro, mesmo. Mas isso é normal, é alegria."

## Carreira
Mickey começou no Caxias de Joinville, em 1966. Três anos depois foi sondado por João Saldanha para ir para o Botafogo, mas acabou indo para o Fluminense, onde ficaria até 1972, voltando em 1974.
Lá conquistou as Taças Guanabaras de 1969 e 1971, o Campeonato Carioca de 1971 e a Taça de Prata de 1970. "Aceitei ser reserva, porque o Flávio é o maior goleador brasileiro, mas jurei a mim mesmo que ninguém sentiria falta dele se eu entrasse."
Nessa campanha era reserva de Flávio, que se contundiu na penúltima rodada da primeira fase. Ele já tinha substituído contra o Botafogo o mesmo Flávio, suspenso por expulsão, marcando o gol do empate por 1 a 1.
Contra o Atlético Paranaense, na última rodada, Mickey fez apenas seu segundo jogo como titular na competição e marcou o gol do Flu no empate por 1 a 1, que garantiu a classificação tricolor às finais. Ele veio sozinho da intermediária e, da entrada da área, chutou fraco, mas a bola desviou na grama e enganou o goleiro Paulista.
No quadrangular decisivo, marcou os três gols do Fluminense, que deram ao clube vitórias por 1 a 0 sobre Palmeiras e Cruzeiro e um empate por 1 a 1 com o Atlético Mineiro. Na volta ao Rio de Janeiro após a vitória sobre o Palmeiras, Mickey foi carregado pela torcida no Aeroporto Santos Dumont. O gol que marcou naquela partida valeu um elogio do titular Flávio, que àquela altura já sabia que não voltaria antes de o campeonato acabar: "Acabo perdendo meu lugar. O gol foi lindo." Os resultados deram o título ao Fluminense.
"Tive vontade de chorar", disse, sobre os gols que marcou naqueles jogos. "Era a minha consagração. Afinal, entrei no time para substituir Flávio. Tinha de fazer os gols que ele fazia, senão eu não teria coragem de receber o pagamento no fim do mês." O gol do título foi marcado de cabeça. "Depois da cabeçada fechei os olhos, de emoção", disse, à época. "Eu vi o gol. Ouvi a explosão da torcida. Não olhei para a cara do Renato [goleiro do Atlético Mineiro]."
Antes da fase decisiva, o elenco combinou que quem marcasse um gol comemoraria com os dedos indicador e médio em v, símbolo de paz e amor no final dos anos 1960. Ele assim o fez e passou a ser conhecido por aquele tipo de comemoração. "Era época de ditadura, aí falavam que eu estava ofendendo o regime militar", diria, quarenta anos depois, ao JT. "Mas não era nada disso. Apenas festejava como tínhamos combinado."
Em suas duas passagens pelo Fluminense, Mickey disputaria 98 partidas, com 43 vitórias, 33 empates e 22 derrotas, marcando 27 gols.
Passou pelo Grêmio em 1972, por apenas 3 meses, futebol colombiano, pelo Olaria e depois pelo Bahia entre 1975 e 1976, marcando 26 gols, mas saindo por divergências financeiras. Ainda em 1976, chegou ao São Paulo, como o primeiro reforço do time para o segundo turno do Campeonato Paulista.
Dono de seu passe, alugou-o ao São Paulo por cinquenta mil cruzeiros, por seis meses, inicialmente. "Não temos mais nenhum nome em vista, mas a certeza de que contratamos um bom jogador, que deverá ser muito útil à equipe, dando ao técnico Poy uma opção a mais para formar o ataque", explicou o diretor de Futebol, José Douglas Dallora. O jogador chegou confiante: "Sempre sonhei em disputar o Campeonato Paulista, mas não esperava por essa proposta do São Paulo, pois os comentários eram de que o Corinthians estava interessado em meu futebol. Mas estou satisfeito e só espero repetir no São Paulo as mesmas atuações que tive nos últimos clubes que defendi, sendo artilheiro e ajudando-os a ser campeões."
Segundo o Almanaque do São Paulo Placar, "foi bem no começo, aproveitando-se das suspensões do titular Serginho Chulapa". Depois de marcar treze gols nos 25 jogos que disputou em sua primeira temporada no Morumbi, os gols escassearam. Participou de apenas duas partidas na campanha tricolor no Brasileiro de 1977, terminando a sua passagem com dezesseis gols marcados em 42 jogos.
Antes da primeira delas, na primeira fase, contra o Santa Cruz, ele quase deixou o clube, primeiro para o Guarani, depois para o Joinville, mas não acertou salários com nenhum dos dois clubes. Acabou escalado contra o Santa Cruz devido à suspensão de Serginho e à falta de ritmo de Mirandinha, mas teve uma atuação fraca e voltou à reserva.
Só foi escalado novamente na segunda fase, contra o Corinthians, quando deixou o campo com uma fratura na fíbula esquerda após choque casual com Zé Eduardo. No ano seguinte disputou o Campeonato Brasileiro pelo Ceará.
Foi obrigado a encerrar a carreira em 1979, após ter um grave problema no joelho direito, depois de disputar o Campeonato Catarinense pelo Avaí. Após a aposentadoria trabalhou na Rádio Camboriú como comentarista, foi editor de esportes da revista Realeza e do jornal Balneário Camboriú. Também manteve uma imobiliária em Balneário Camboriú, mas fechou o negócio devido a problemas de saúde.
Morreu em 24 de agosto de 2024, aos 76 anos.

## Títulos
Fluminense
- Campeonato Brasileiro: 1970
- Campeonato Carioca: 1969, 1971 e 1973
- Taça Guanabara: 1969 e 1971
- Torneio José Macedo Aguiar: 1971

Bahia
- Campeonato Baiano: 1975 e 1976

São Paulo
- Campeonato Brasileiro: 1977

Ceará
- Campeonato Cearense: 1978